# Alancık
Alancık ist ein Dorf (Köy) im Landkreis Hozat der türkischen Provinz Tunceli. Im Jahr 2011 hatte Alancık 81 Einwohner.